# Галан, Джанкарло
Джанкарло Галан (итал. Giancarlo Galan; род. 10 сентября 1956, Падуя) — итальянский политик, президент области Венеция (1995—2010), министр сельского хозяйства (2010—2011) и министр культуры (2011) в четвёртом правительстве Берлускони.

## Биография
Родился 10 сентября 1956 года в Падуе, сын рентгенолога, окончил классический лицей.
Джанкарло Галан получил высшее юридическое образование в Падуанском университете, стал обладателем научной степени мастера делового управления в миланском университете Боккони. Начал предпринимательскую карьеру в Publitalia, где в конечном итоге получил должность управляющего директора (direttore centrale). В молодости вступил в Либеральную партию, но в 1993 году оставил бизнес и по приглашению Сильвио Берлускони принял участие в создании новой политической силы — партии Вперёд, Италия. Он возглавил её отделение в области Венеция, а затем трижды был избран президентом региона, но оставил должность после того, как в декабре 2009 года партия приняла решение уступить место политическим союзникам из Лиги Севера.

### Депутат и сенатор
С 21 апреля 1994 по 8 мая 1996 года Галан состоял во фракции партии «Вперёд, Италия» Палаты депутатов.
9 апреля 2006 года Галан был избран по списку Вперёд, Италия в Сенат XV созыва, но 12 июля 2006 года сдал мандат в связи с несовместимостью должностей (в тот период он являлся президентом области Венеция). В Сенате XVI созыва по той же причине Галан состоял лишь с 13 по 29 апреля 2013 года.
В результате парламентских выборов 24-25 февраля 2013 года избран в Палату депутатов, где 7 мая 2013 года возглавил VII комиссию (наука, культура и образование).

### Министр
В четвёртом правительстве Берлускони Джанкарло Галан занимал должность министра сельского хозяйства с 15 апреля 2010 года по 23 марта 2011 года и министра культуры — 23 марта по 16 ноября 2011 года.

### Расследование деятельности
4 июня 2014 года в рамках расследования коррупции при осуществлении проекта MOSE прокуратура Венеции произвела арест 35 подозреваемых и обратилась в Палату депутатов за санкцией на арест депутата, бывшего президента Венеции и сенатора Джанкарло Галана (ввиду последнего обстоятельства, требуется также согласие верхней палаты парламента). 22 июля 2014 года Палата депутатов согласилась на арест Галана (395 голосов «за», 138 «против», двое воздержались). Он был арестован карабинерами на своей вилле Lozzo Atestino и увезён тюремной полицией в сопровождении машины «скорой помощи» ввиду состояния здоровья.
21 октября 2015 года Джанкарло Галан продал свою историческую виллу XVI века Rodella, которую купил в 2005 году, на которой в 2009 году отмечал свадьбу с Сандрой Персегато (Sandra Persegato), и где отбывал домашний арест после освобождения из тюрьмы. Он был вынужден пойти на такой шаг для уплаты установленного приговором суда штрафа в размере 2,6 млн евро в качестве компенсации ущерба, причинённого государству, и вместе с семьёй переехал в более скромное жилище в коммуне Роволон (провинция Падуя, область Венеция).
27 апреля 2016 года Палата депутатов (в том числе фракция Лиги Севера) большинством 388 против 40 при 7 воздержавшихся проголосовала за лишение Галана мандата, и его кресло перешло к Дино Секко.

## Семья
Главные страсти Галана — рыбная ловля, розы и дочь Маргерита от Сандры Персегато, которая родилась с серьёзным пороком сердца (Галан написал книгу, в которой поместил фотографию врачей падуанской больницы, спасших его ребёнка).